# 新里駅 (群馬県)

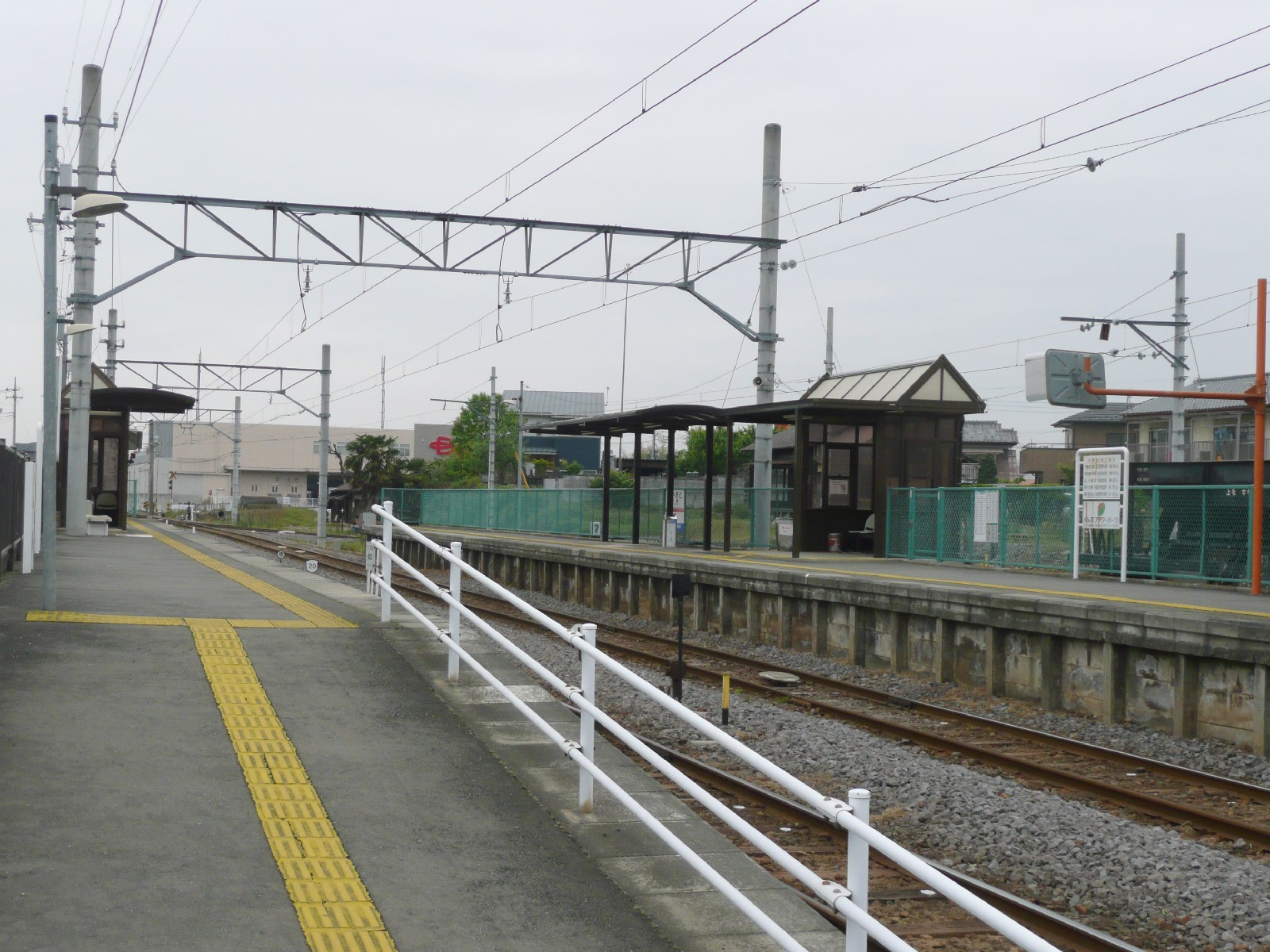
ホーム（2009年5月）

新里駅（にいさとえき）は、群馬県桐生市新里町小林にある上毛電気鉄道上毛線の駅である。

## 歴史
- 1928年（昭和3年）11月10日 - 武井駅として開業[3]。現在より約300メートル西桐生寄りにあった[2]。
- 1948年（昭和23年）5月1日 - 現在の位置に移転し、新里駅に改称[2]。
- 1992年（平成4年）9月21日 - 東武鉄道の急行列車「りょうもう」の急行券の取り扱いを開始[4]。
- 1998年（平成10年）3月27日 - 現駅舎供用開始。

## 駅構造
相対式ホーム2面2線を有する地上駅。限定日有人駅である。しかし、2020年度より新型コロナウイルス感染対策のため駅員の配置を休止している。
上毛電気鉄道上毛線の交換可能な駅の中で相対式ホームはこの駅のみであり、北側に保守用の線路が1線ある。

### のりば
| 駅舎側 | ■上毛線 | 下り | 西桐生方面   |
| 反対側 | ■上毛線 | 上り | 中央前橋方面 |

- 案内上ののりば番号は設定されていない。

## 利用状況
出典はいずれも桐生市統計書より。
| 乗降人員推移       | 乗降人員推移 |
| 年度               | 1日平均人数  |
| ------------------ | ------------ |
| 2009年（平成21年） | 389          |
| 2010年（平成22年） | 414          |
| 2011年（平成23年） | 418          |
| 2012年（平成24年） | 408          |
| 2013年（平成25年） | 402          |
| 2014年（平成26年） | 381          |
| 2015年（平成27年） | 346          |
| 2016年（平成28年） | 357          |
| 2017年（平成29年） | 343          |
| 2018年（平成30年） | 361          |
| 2019年（令和元年） | 371          |
| 2020年（令和02年） | 320          |
| 2021年（令和03年） | 359          |

## 駅周辺

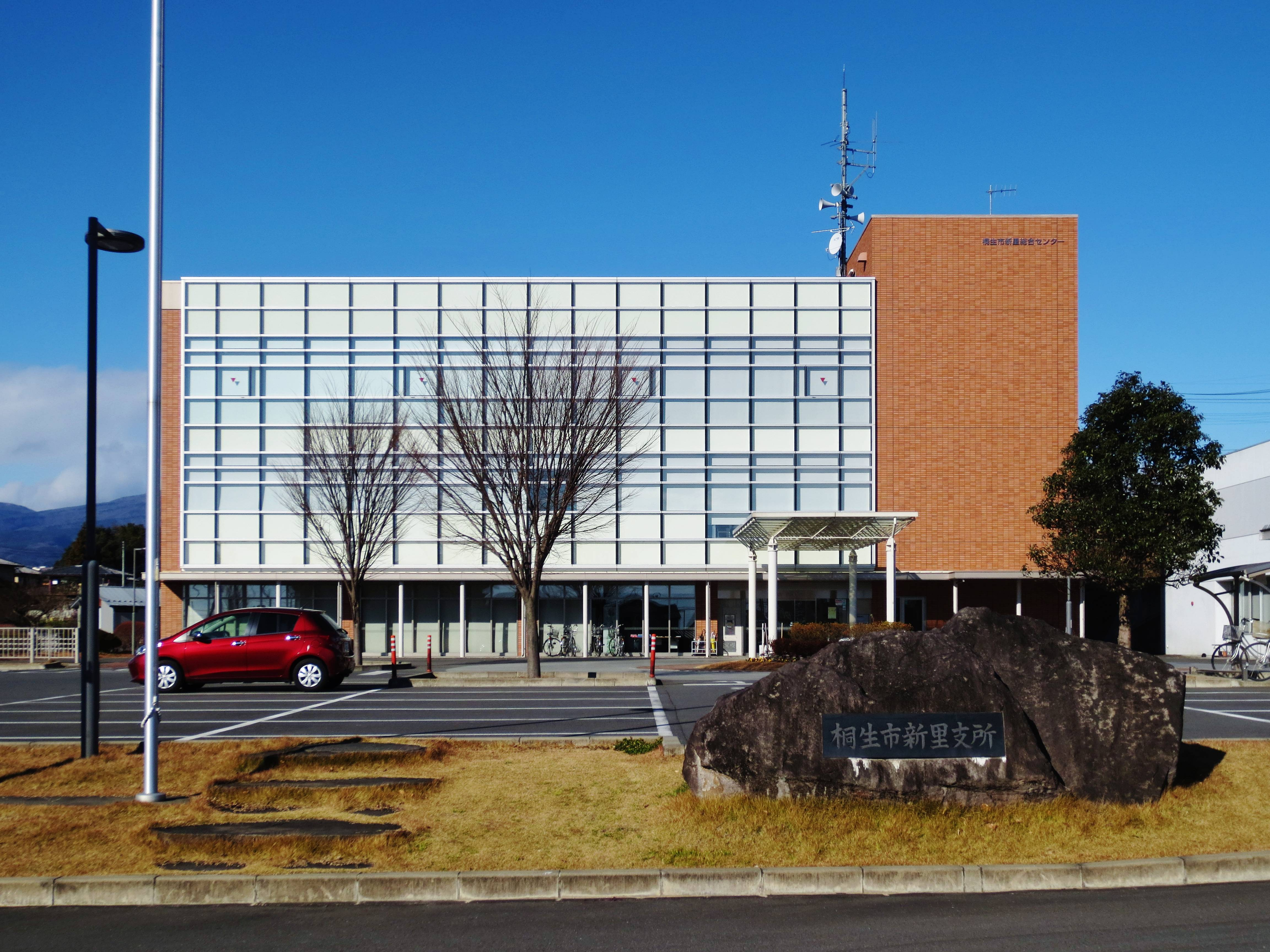
新里総合センター

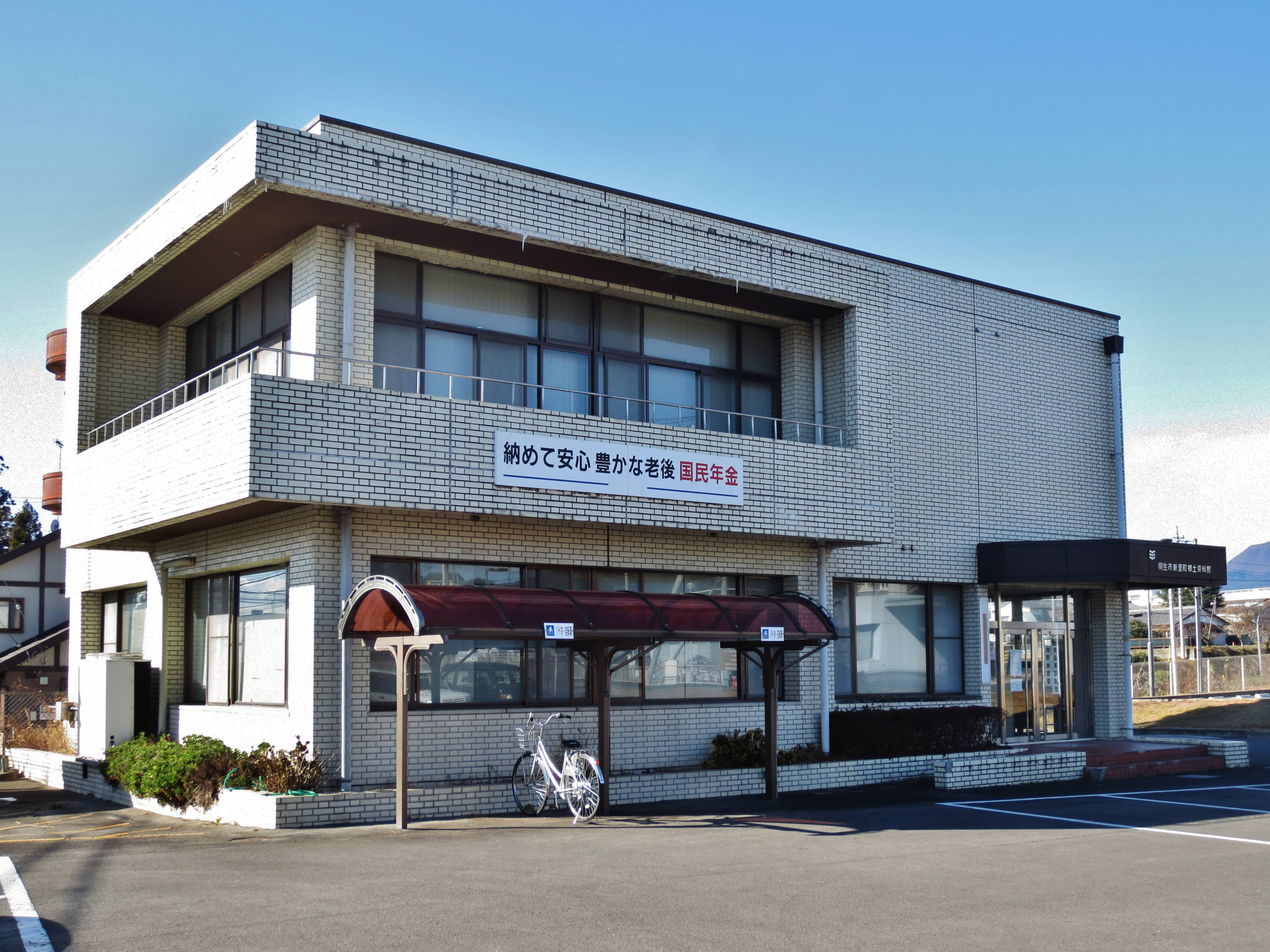
新里郷土資料館

- 桐生市新里総合センター（桐生市役所新里支所、旧・新里村役場）
- 桐生市新里町保健文化センター
- 新里郷土資料館
- 新里郵便局
- カリビアンビーチ - 2.6 km（徒歩33分）
- しののめ信用金庫 新里支店
- JAにったみどり 新里支所
- ベイシア Foods Park 新里店
- ぐんま昆虫の森 - 駅からバスで5分ほど。
- 群馬県道3号前橋大間々桐生線
- 群馬県道336号梨木香林線
- 鏑木川

## 隣の駅
上毛電気鉄道
■上毛線
膳駅 - 新里駅 - 新川駅